# Zusatzweiterbildung Immunologie
Die Zusatzweiterbildung Immunologie ist eine in der Musterweiterbildungsordnung der deutschen Bundesärztekammer von 2018 (MWBO) aufgeführte Zusatzweiterbildung im Bereich Immunologie für Fachärzte aller Facharztbezeichnungen.

## Definition
Die Zusatzweiterbildung Immunologie umfasst in Ergänzung zu einer Facharztkompetenz die fachspezifische klinische Diagnostik und Therapie von Immundefekten und Immundysregulations-Syndromen einschließlich immundiagnostischer Methoden.

## Mindestanforderung
Um die Bezeichnung Zusatzweiterbildung Immunologie führen zu dürfen, müssen Ärzte
- über eine Facharztanerkennung verfügen und zusätzlich
- 12 Monate Weiterbildung in Immunologie in anerkannten Weiterbildungsstätten absolviert haben, davon
  - müssen 6 Monate im immunologischen Labor abgeleistet worden sein.

Die Weiterbildungsinhalte sind in der Muster-Weiterbildungsordnung (MWBO) festgelegt.
Bei der Anmeldung zur Weiterbildungsprüfung müssen der zuständigen Ärztekammer sämtliche Nachweise über die erfüllten Mindestanforderungen vorgelegt werden. Dazu gehören auch die Logbuch-Dokumentationen über alle durch die MWBO vorgegebenen Inhalte der Weiterbildung.

## Inhalte der Weiterbildung
Zur Weiterbildungsprüfung muss man darlegen können, dass man Kenntnisse, Erfahrungen und Fertigkeiten unter anderem in folgenden Bereichen erlangt hat:
- Durchführung von serologischen, zellulären, genetischen, funktionellen diagnostischen Verfahren zur Abklärung von pathologischen Entzündungsreaktionen, Immundefekten und Immundysregulations-Syndromen
- Durchführung der Diagnostik von Autoimmunopathien
- Beratung zum Erkrankungsrisiko sowie Indikationsstellung zur Behandlung von pathologischen Entzündungsreaktionen, Immundefekten und Immundysregulations-Syndromen
- Durchführung von prophylaktischen und immuntherapeutischen Verfahren, z. B. Impfungen, Einsatz von Immunsuppressiva und Immunstimulanzien, Biologika, Immunglobulin-Therapie zum Antikörperersatz und zur Immunmodulation, Plasmapherese und Leukapherese, Stammzelltransplantation, spezifische Zell- und Gentherapie
- Erhebung des Impfstatus nach immunsuppressiver Therapie[1]

Die Inhalte der Musterweiterbildungsordnung sind allerdings nur eine Empfehlung für die rechtsverbindlichen Weiterbildungsordnungen der Landesärztekammern, die hiervon abweichende Regelungen treffen können.